# Validación (psicometría)
La validación, en psicometría, hace referencia a los procesos mediante los cuales se establece la validez de un test psicométrico. Hay que tener en cuenta que la validación de un test no es universal. Todo instrumento psicológico ha sido elaborado en un país específico, y puede que no sea válido en otros contextos culturales. Además, tanto la redacción de la prueba misma como las especificaciones que incluye se elaboran en un idioma, y la elaboración de versiones en otros idiomas no garantiza la validez originaria. Por eso, resulta necesario validar las distintas versiones en muestras de la población en las que se va a utilizar.

## Versiones de un test
Hablamos de versiones de un test cuando se introduce cualquier cambio en el mismo, ya sea en su lengua originaria para actualizarlo, ya sea su adaptación a otros idiomas o poblaciones. Cualquier cambio en un test afecta a su validez, por lo que resulta necesario llevar a cabo una validación de cada una de las versiones que se elaboran.
Entre los factores de mayor relevancia que afectan a la validez de contenido están los rasgos que definen a las poblaciones en las que fue validado.

## Necesidad de validación
A veces, se comercializan distintas versiones de un test en distintos países, en los que las normas legales de acceso a los mismos varían enormemente. Otras veces, la movilidad internacional hace que en determinados países se apliquen tests a personas que son originarias de otros países. De ordinario, los tests se usan para adoptar decisiones (ya sean clínicas, educativas o laborales), que pueden llegar a tener implicaciones de peso en las vidas de las personas. Si una prueba no cuenta con una validación rigurosa sobre la población en la que se va a aplicar, los resultados no serán válidos, y por lo tanto, se estarán tomando decisiones con base en datos aleatorios.

## Proceso de validación
El proceso de validación se lleva a cabo con muestras representativas de la población en la que se va a aplicar el test. Al hablar de muestras representativas, se hace referencia a muestras homogéneas con respecto a características como el rango de edad, la cultura y otras que afecten a los distintos tipos de validez de la prueba. Dichas muestras deben de ser seleccionadas usando procedimientos aleatorios, para eliminar sesgos.

## Clasificación de acuerdo a la aplicación
Orales. Pruebas aplicadas mediante preguntas y respuestas orales. Se asemejan a la entrevista, pero en estas se formulan preguntas orales específicas que tienen como objetivo respuestas orales específicas.
Escritas. Pruebas aplicadas mediante preguntas y respuestas escritas. En general se aplican en las escuelas y las organizaciones para medir los conocimientos adquiridos.
De realización. Pruebas aplicadas mediante la ejecución de un trabajo o tarea, de manera uniforme y un tiempo determinado, como una prueba de digitación, de taquigrafía, de diseño, de manejo de un vehículo o de fabricación de piezas.